# Ledňáčkovití
Ledňáčkovití (Alcedinidae) jsou čeleď ptáků z řádu srostloprstých, do které spadá více než 100 žijících druhů. Jsou rozšířeni na všech kontinentech kromě Antarktidy, nejpočetněji v Africe, Oceánii a Orientální oblasti Asie. Ve střední Evropě se vyskytuje pouze ledňáček říční.

## Charakteristika
Ledňáčkovití jsou malí až středně velcí ptáci, jejichž délka se pohybuje od 10 cm až po 47 cm u největšího zástupce - ledňáka obrovského. Na krátkém krku mají velkou hlavu s dlouhým, silným, na konci zašpičatělým zobákem, jehož tvar se různí v závislosti na potravních návycích daného druhu. Některé druhy mají membránu, která při potápění zakryje a chrání jejich oči. Stejně jako ostatní ptáci z řádu srostloprstých mají ledňáčci syndaktilní nohu (Dva přední prsty jsou z části srostlé k sobě). Většinou jsou pestře zbarvení, mnoho druhů má výrazně lesknoucí se peří. Dospívající jedinci jsou podobní dospělcům, jen mají matnější peří. U většiny ledňáčků se nevyskytuje výrazný pohlavní dimorfismus, výjimku tvoří rod Tanysiptera, kde samci mají znatelně delší ocas. To je mezi ledňáčkovitými nezvyklý jev, zástupci ostatních rodů mají ocas krátký. Rozdíly mezi pohlavími jsou patrné také u ledňáka obrovského a ledňáka modrokřídlého, jejichž samice dorůstají výrazně větší velikosti než samci.

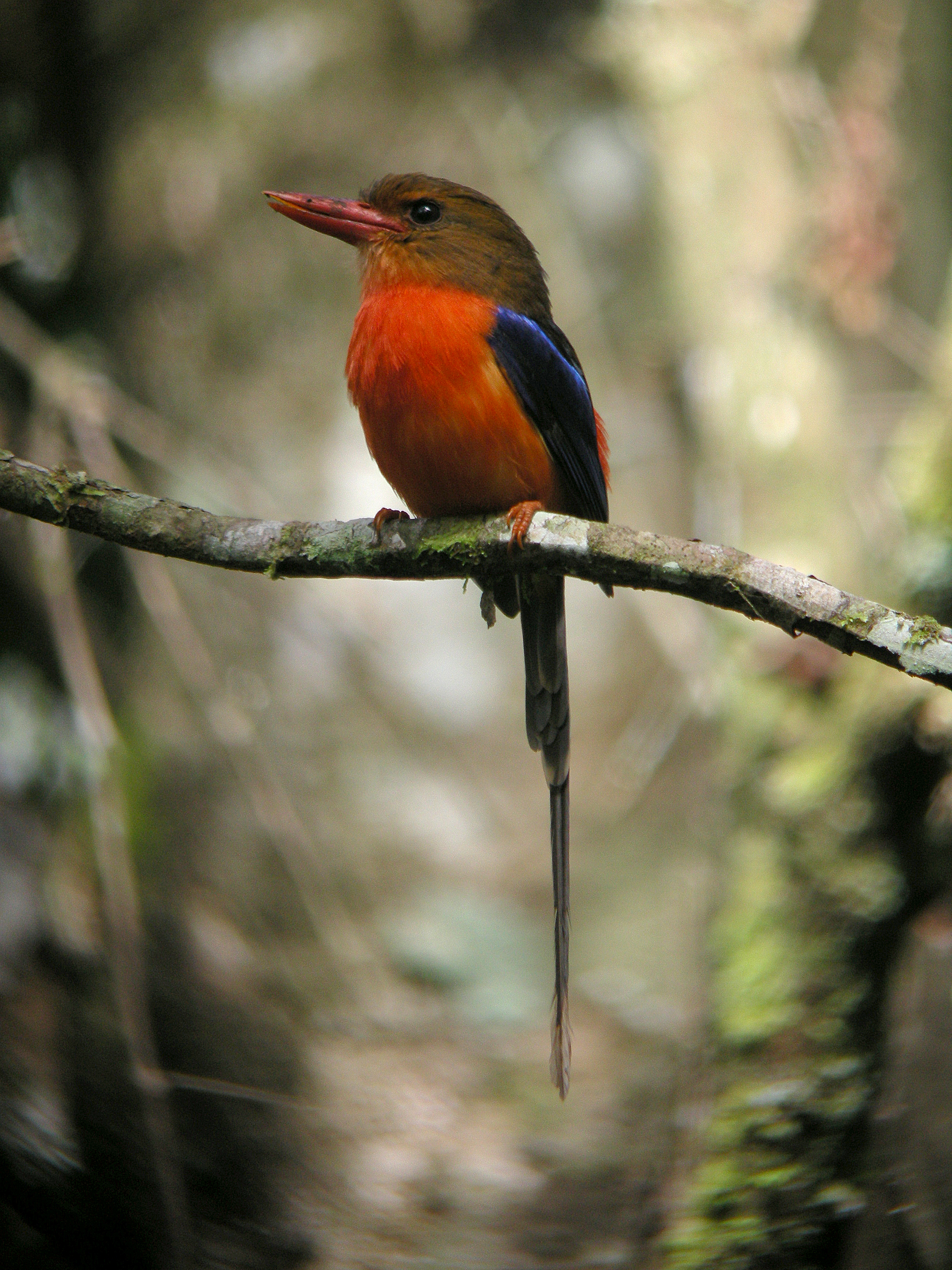
ledňáček čabrakový (Tanysiptera danae)

## Evoluce a systematika
Podle studie z roku 2017 vývojová linie ledňáčkovitých zřejmě vznikla v indomalajské oblasti před asi 27 miliony let. Fosilie této čeledi jsou poměrně vzácné, nejstarší pochází z období středního miocénu z Austrálie a Afriky. Jedná se o druhově nejbohatší z šesti čeledí v řádu srostloprstých. Zahrnuje více než 100 žijících druhů, většinou se uvádí 118 druhů v 18 rodech. Dělí se do tří podčeledí, český název rodů v podčeledích Halcyoninae a Alcedininae je ledňáček, s výjimkou rodu Dacelo - česky ledňák. Rody náležící do podčeledi Cerylinae nesou český název rybařík.

#### Podčeleď Halcyoninae

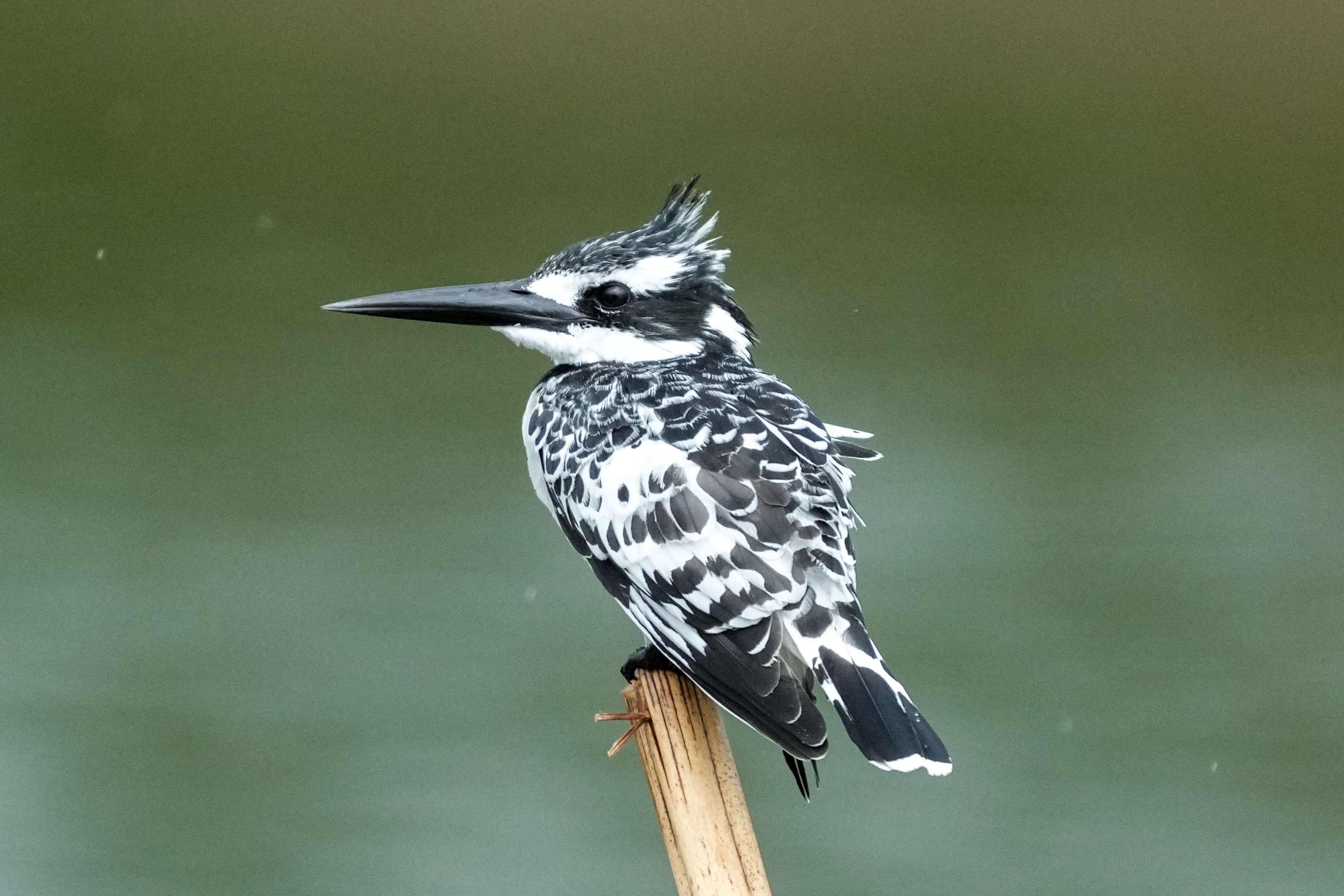
Rybařík jižní (Ceryle rudis)

### Rody

#### Podčeleď Halcyoninae[5]
- Ledňáček (Actenoides)

- Ledňáček (Caridonax)
- Ledňáček (Cittura)
- Ledňák (Dacelo)
- Ledňáček (Halcyon)
- Ledňáček (Lacedo)
- Ledňáček (Melidora)
- Ledňáček (Pelargopsis)
- Ledňáček (Syma)
- Ledňáček (Tanysiptera)

- Ledňáček (Todirhampus)

#### Podčeleď Cerylinae[6]
- Rybařík (Ceryle)
- Rybařík (Chloroceryle)
- Rybařík (Megaceryle)

#### Podčeleď Alcedininae (ledňáčkové praví)[7]
- Ledňáček (Alcedo)
- Ledňáček (Ceyx)
- Ledňáček (Ispidina)
- Ledňáček (Corythornis)

## Rozšíření
Zástupci této čeledi se vyskytují na všech kontinentech s výjimkou Antarktidy. V Severní a Jižní Americe žije pouze 6 druhů, ve střední Evropě jen jeden - ledňáček říční. Mnoho druhů se endemicky vyskytuje na různých ostrovech v Indonésii a Oceánii.
V České republice se vyskytuje pouze ledňáček říční, který je zde chráněný jako ohrožený druh. Hnízdí roztroušeně na celém území, ale vyhýbá se horským oblastem s výjimkou Šumavy.

## Způsob života a ekologie
Většina druhů žije v lesnatých oblastech v blízkosti vody, včetně mangrovových porostů a mořských břehů. Jsou převážně stálí, pouze některé druhy migrují, např. část populace severoamerického rybaříka pruhoprsého (Megaceryle alcyon) se v zimě přesouvá až do severní Venezuely a Kolumbie.

### Potrava a lov
Ledňáčci mají široké spektrum potravy. Mohou jíst hmyz, měkkýše, korýše, ryby, malé plazy, obojživelníky, jejich pulce i malé savce a drobné ptáky. Známí jsou ale pro lov ryb, kdy slétávají střemhlav do vody, kde chytí rybu a následně s ní odletí zpátky tam, kde seděli. Pro kořist se dovedou potopit až do dvoumetrové hloubky. Často úlovek usmrcují údery o větev či jiný pevný povrch.

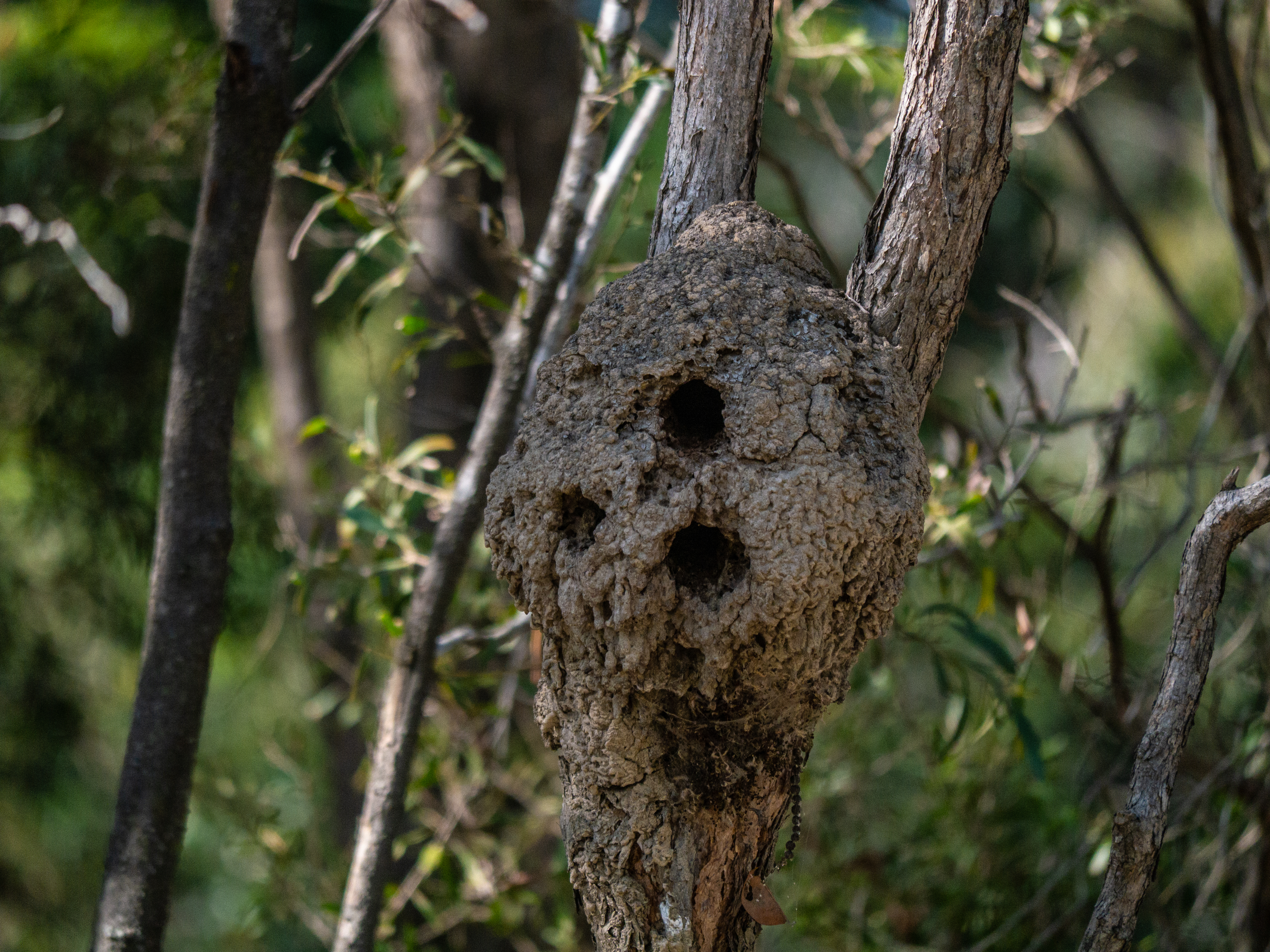
Dutina ledňáčka posvátného (Todiramphus sanctus) v hnízdě stromových termitů

### Rozmnožování
Většina ledňáčků je monogamní, mnoho druhů tvoří dokonce páry na celý život. Pouze u ledňáčka tmavomodrého (Alcedo meninting) byla zaznamenána polygamie, kdy jeden samec může mít i 3 samice v jednom hnízdním období. Ledňáčci hnízdí v hlubokých zemních norách vyhrabaných ve svislých hlinitých nebo písčitých stěnách v blízkosti vody. Jednu noru může pár využívat k hnízdění opakovaně po více let. Některé druhy obsazují i stromové dutiny a asi 40 druhů si příležitostně utváří nory v termitištích. Své hnízdní teritorium v případě narušení aktivně brání.
Ledňáčkovití kladou v závislosti na druhu od 2 do 12 kulovitých, leskle bílých vajíček. Obvykle odchovají jen 1 snůšku ročně, ale za vhodných podmínek mohou být až 4 snůšky. Vejce se líhnou po 2 až 4 týdnech, načež jsou mláďata krmena oběma rodiči, než opustí hnízdo.